# Reformierte Kirche von Elsass und Lothringen
Die Reformierte Kirche von Elsass und Lothringen (französisch Église protestante réformée d’Alsace et de Lorraine; EPRAL) ist eine reformierte Religionsgemeinschaft mit dem Status einer Körperschaft des öffentlichen Rechts (établissement public du culte). Die EPRAL ist die kleinere der beiden seit 2006 in der Union Protestantischer Kirchen von Elsass und Lothringen (EPAL) verbundenen protestantischen Kirchen in den beiden französischen Gebieten des Elsass und des lothringischen Département Moselle mit ihrer speziellen Geschichte.

## Geschichte
Nach dem Konkordat von 1801 mit dem Vatikan erließ Napoleon mit den Organischen Artikeln auch für die Angehörigen nichtkatholischer Religionsgemeinschaften (Calvinisten, Juden, Lutheraner) vergleichbare Statuten, die halbstaatliche Leitungsorgane (Konsistorien) vorsahen, wodurch die Reformierte Kirche von Frankreich rechtliche Gestalt annahm. Die Reformierten nahmen die Regelung an, weil sie sie nicht schlechter stellte als andere Religionsgemeinschaften. Aber sie bedeutete einen dramatischen Bruch mit ihrem presbyterialen und synodalen Grundsätzen. Pastoren wurden nicht mehr vom Kirchenvolk in den Kirchengemeinden angestellt und bezahlt, sondern sie waren staatlich besoldet und unterstanden den Konsistorien als Dienstherren.
Mangels einer Generalsynode driftete die Reformierte Kirche im Laufe des 19. Jahrhunderts in eine Zerreißprobe zwischen Anhängern der Erweckungsbewegung (den sogenannten évangéliques) und jenen des religiösen Liberalismus. Als einziges lehrgemäßes Organ der reformierten Kirchen fungierten daher die Kirchengemeinden. Napoleon III. erließ am 26. März 1852 ein von Charles Read beeinflusstes Gesetzesdekret, das die reformierten Kirchengemeinden rechtlich anerkannte und die Wahl der Presbyter damaliger reformierter Lehre entsprechend auf Grund des allgemeinen Wahlrechts der Männer festlegte. Bei den vom Konsistorium vorzunehmenden Besetzungen von Pastoraten wurden den Kirchengemeinden aber immer wieder auch Kandidaten vorgesetzt, die im Widerspruch zur vorwiegenden Haltung der Presbyterien und der sie wählenden Gemeindemehrheit standen. Das löste zum Teil heftige Querelen aus.
Zwei Pastoralkonferenzen, die jeweils vor allem Pastoren der einen bzw. anderen Richtung anzogen (Liberale in Nîmes und Erweckte in Paris), waren unverbindlich und konnten das Fehlen der Generalsynode nicht wettmachen. Die Erweckten verlangten eine Generalsynode, um ein maßgebliches Glaubensbekenntnis zu verabschieden, gemäßigte Liberale stimmten ihnen zu, die radikalen Liberalen mochten die Weisungsbefugnis einer Generalsynode in Fragen von Lehre und Dogma gar nicht mehr anerkennen. Erst im Juni und Juli 1872 versammelte sich wieder eine reformierte Generalsynode, die verbindlich Klärung schaffen konnte.
Davon konnten die reformierten Kirchengemeinden, die im Bezirk Lothringen und dem Elsass lagen, nicht mehr profitieren. Sie wurden 1871 von der Reformierten Kirche von Frankreich getrennt. Anders als bei der lutherischen Kirche Augsburgischen Bekenntnisses von Frankreich, deren Direktorium und Oberkonsistorium in Straßburg saßen und fortan für die neu formierte Kirche Augsburgischen Bekenntnisses von Elsass und Lothringen mit territorialer Beschränkung auf Elsass-Lothringen weiter wirkten, saß die zentrale Kirchenleitung der Reformierten in Paris. Da der am 26. März 1852 geschaffene reformierte Zentralrat (Conseil central), höchstes Exekutivorgan der reformierten Kirche, in seiner Besetzung mit ernannten Amtsträgern, zudem meist Anhänger des Liberalismus, im Widerspruch zur reformierten Lehre stand, war sein Fortfall sehr willkommen.
Für die reformierten Kirchengemeinden im Bezirk Lothringen, für die seit 1850 das reformierte Konsistorium Nancy zuständig gewesen war, richtete man 1871 wieder ein reformiertes Konsistorium in Metz ein. Bereits ab 1822 hatte ein reformiertes Konsistorium Metz bestanden, das aber 1850 nach Nancy verlegt worden war. Die dann fünf reformierten Konsistorialbezirke bestanden aber wie „Insellösungen“ unverbunden nebeneinander. Wie auch Vertreter der ihrer zentralen Leitung ebenfalls verlustig gegangenen israelitischen Konsistorialbezirke, mühten sich Reformierte in Elsass-Lothringen darum, eine neue zentrale Leitung für das ganze Reichsland zu bilden. Diese sollte aber reformiertem Verständnis entsprechend eine durch Wahlen zu Stande gekommene Synode sein, keine Kirchenbehörde. 1872 lehnte Oberpräsident Eduard von Moeller beide Ansinnen ab, da er vor der Etablierung elsass-lothringischer legislativer Organe so wenig wie möglich die bestehende Rechtslage verändern wollte.
Eine zentrale reformierte Synode für alle reformierten Konsistorialbezirke entstand 1895, wodurch die Reformierte Kirche von Elsass und Lothringen gegründet war. Die zentrale Kirchenleitung für ganz Elsass-Lothringen, der Synodalvorstand (Conseil Synodal), wurde aber erst am 21. Juni 1905 durch kaiserliches Edikt anerkannt. Der Synodalvorstand und sein Präsident werden seither jeweils auf drei Jahre gewählt. Gemäß der neuen Verfassung Elsass-Lothringens von 1911 war der Präsident des Synodalvorstands als Vertreter einer anerkannten Landeskirche qua Amt Mitglied der ersten Kammer des Landtags Elsass-Lothringens. Der seit 1898 als Präsident des Synodalvorstands amtierende Karl Piepenbring vertrat die Kirche im Landtag. 
Während die Kirchen in Frankreich 1905 ihren halbstaatlichen Status verloren (Einführung der strengen Laizität), gelten die Organischen Artikel bzw. konkordatären Rechte und Beschränkungen im Elsass und dem Moseldépartement (unterbrochen durch die Aufhebung seitens der deutschen Besatzungsmacht 1941–1945) auch nach deren Rückgliederung an Frankreich fort. Bei der Überführung der Rechtsverhältnisse der drei Départements (Bas-Rhin, Haut-Rhin, und Moselle), die das Gebiet des ehemaligen Elsass-Lothringens bilden, verfuhr die französische Republik nach dem Grundsatz, dass alle deutschen Regelungen als regionale Besonderheiten fortbestehen (Droit local en Alsace et en Moselle), die als vorteilhafter angesehen wurden, als die entsprechende Regeln im übrigen Frankreich. Daher kann die Reformierte Kirche von Elsass und Lothringen sich nicht rechtlich mit der Reformierten Kirchen von Frankreich vereinigen, es sei denn, sie gäbe die konkordatären Rechte, die auch finanziell von Vorteil sind, auf.

## Organisation
Die Kirche hat den Status einer Kirchlichen Körperschaft des öffentlichen Rechts (établissement public du culte) in Frankreich. Sie hat etwa 33.000 Mitglieder (Stand 2012), die sich in 52 Gemeinden gliedern, die in vier (vormals fünf) Konsistorialbezirke zusammengefasst sind: Die Konsistorien sitzen in Bischweiler, Metz, Mülhausen und Straßburg. Der Konsistorialbezirk Markirch wurde wegen rückläufiger Mitgliederzahlen 2009 mit Straßburg fusioniert. Mit den Pastoren für besondere Aufgaben umfasst die Kirche 61 ordinierte Geistliche, darunter auch 8 weibliche. Kirchenparlament ist die Synode aus 33 Delegierten. Die Synodalen wählen als Kirchenleitung den Synodalvorstand (Conseil synodal) und kontrollieren ihn. Präsident des Synodalvorstands ist seit dem 1. September 2012 Pastor Christian Krieger.

## Weitere Mitgliedschaften
1961 war sie Gründungsmitglied der Konferenz der Kirchen am Rhein.
Außerdem ist sie Mitglied der Fédération protestante de France (FPF), d. h. des Protestantischen Bundes von Frankreich.

## Gesangbuch
2005 erschien im Strube-Verlag zusammen mit der pfälzischen, badischen und württembergischen Landeskirche das Ergänzungsheft „Wo wir dich loben, wachsen neue Lieder“ mit 94 Liedern, die vielfach dem Neuen Geistlichen Lied zuzuordnen sind. 2018 wurde dieser Band um weitere Lieder und um Psalmgebete ergänzt und umfasst nun 224 Titel, alle in deutscher und  französischer Sprache.

## Präsidenten

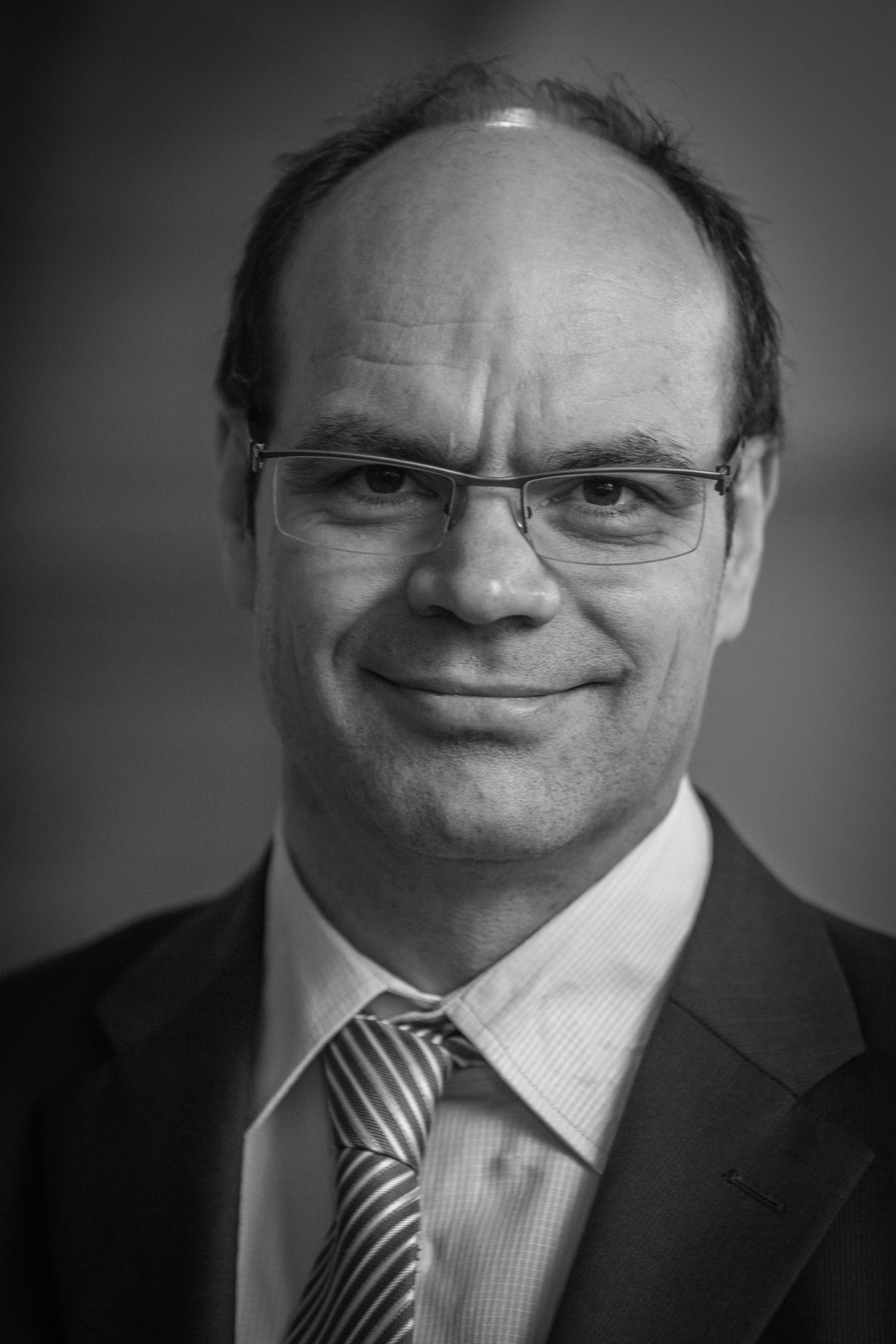
Christian Krieger, Kirchenpräsident EPRAL.

Als Kirchenpräsidenten (französisch Président du Conseil Synodal) der Kirche fungierten: 
- 1895–1898: Karl Buhl (1821–1898)[14]
- 1898–1913: Karl Piepenbring
- 1913–1935: Albert Kuntz[14]
- 1935–1955: Charles Bartholmé (1881–1962)
- 1955–1970: Philippe Edouard Wagner
- 1970–1982: Christian Schmidt
- 1982–1988: Thérèse Klipffel
- 1988–2000: Antoine Pfeiffer
- 2000–2006: Jean-Paul Humbert
- 2006–2012: Geoffroy Goetz
- 2012–2022: Christian Krieger
- seit 2022: Pierre Magne de la Croix